# 下顎中切歯
下顎中切歯（かがくちゅうせっし、mandibular central incisor）は、下顎歯列で正中線の両側に並ぶ歯の事。
近心側隣接歯：反対側の下顎中切歯
遠心側隣接歯：下顎側切歯
対合歯：上顎中切歯
他の切歯と同様、その機能は咀嚼により、食物を噛み切ることである。歯に咬頭は無く、その代わりに咬む面は切縁となっている。下顎乳中切歯と比較的同じであるが、いくつかの小さな差がある。
日本では一般的に、左側下顎中切歯を左下1番（表記は┌の中に1を入れた物）、右側下顎中切歯を右下1番（表記は┐の中に1を入れた物）と呼ぶが、この他、左側下顎中切歯を24、右側下顎中切歯を25とする表記法や、左側下顎中切歯を31、右側下顎中切歯を41とする表記法も国際的に知られる。